# Jurský svět: Nadvláda
Jurský svět: Nadvláda (v originále Jurassic World Dominion) je americký sci-fi dobrodružný film režiséra Colina Trevorrowa, který napsal scénář s Emily Carmichael podle námětu Trevorrowa a Dereka Connollyho. Film navazuje na filmy Jurský svět (2015) a Jurský svět: Zánik říše (2018), pokračuje také v příběhu Jurského parku (1993), jeho pokračování (1997) a Jurského parku 3 (2001). Film měl být uveden již v roce 2021, ale z důvodu pandemie covidu-19 byl uveden v kinech 9. června 2022.

## Děj
Děj pokračuje čtyři roky po předchozím filmu. Po incidentu v Lockwoodově panství nyní dinosauři volně brázdí světem, přičemž mnoho z nich je převezeno do přírodní rezervace v italských Dolomitech pod správou společnosti Biosyn. Claire Dearingová pracuje na ochraně a osvobození dinosaurů z nezákonných množíren a po boku Owena žijí v odříznuté horské chatě v Sieře Nevadě, kde se starají o Maisie Lockwoodovou, naklonovanou vnučku zesnulého Benjamina Lockwooda. Jednoho dne se zde objeví i velociraptor Blue a její potomek, s nímž si Maisie vypěstuje jistý vztah a pojmenuje ji Beta.
Bohužel, Maisie je hledaná osoba a Owen a Claire jsou nuceni ji držet v tajnosti. Jednoho dne však uprchne do nedalekého města a ji a Betu unesou žoldáci pracující pro Lewise Dodgsona, zlotřilého ředitele společnosti Biosyn. Mezitím sledujeme roj dávno vyhynulých obřích kobylek, které požírají úrodu a hrozí tak světu hladomorem. Paleobotanička Ellie Sattlerová, nyní již rozvedená, si všimne, že kobylky nežerou úrodu produkovanou Biosynem, a okamžitě pojme podezření. Vyhledá proto paleontologa a bývalou lásku Dr. Alana Granta, který se rozhodne Ellie pomoct.
Claire a Owen po stopách Maisie a Bety dorazí na Maltu, kde se vetřou na černý trh s dinosaury. Dojde však k nehodě a dinosauři se dostanou na svobodu, což způsobí chaos. Agentka Biosynu jim na jejich nátlak vysvětlí, že Maisie a Beta odsud odletěli do velína Biosynu v Dolomitech. Na tržišti se také seznámí s Kaylou Wattsovou, pilotkou nákladního letadla, která má zajištěn vstup do Dolomitů. Souhlasí s tím, že tam Owena a Claire dostane.
Matematik Ian Malcolm momentálně pracuje pro Biosyn. Pozve Alana a Ellie do velína a tajně jim pomáhá odhalit pravdu. Nápomocný mu je též Ramsay Cole, ředitel komunikace, který ve skutečnosti podkopává společnost. Pro Biosyn také pracuje Dr. Henry Wu: byl to právě on, kdo stvořil geneticky upravené kobylky, aby požíraly konkurenční úrodu, čímž Biosynu poskytuje ještě větší profit. Když jsou Maisie a Beta převezeni do laboratoří, Wu vysvětlí, že Maisie není pouhý klon, ale naklonovaná dcera Charlotte Lockwoodové. Charlotte, která byla kolegyní Dr. Wu na Isla Sorně, si zoufale přála dceru, a tak použila vlastní DNA k jejímu stvoření. Charlotte po letech bohužel zemřela na genetickou nemoc, ale své dceři upravila DNA a z této choroby jí vyléčila. Zároveň vysvětlí, že Blue byla stvořena z DNA velociraptora a varana, díky čemuž je schopná nepohlavního rozmnožování. Wu věří tomu, že DNA Maisie a Bety jsou klíčem k vytvoření šířitelného patogenu, který by zlikvidoval zmutované kobylky.
Jakmile Kayla přiletí do vzdušného prostoru Biosynu, zaútočí na ně quetzalcoatlus. Claire se katapultuje, zatímco Owen a Kayla ztroskotají. Po potyčce s therizinosaurem a pyroraptorem se trojice opět shledá a vydají se k velínu. Tam mezitím Ellie a Alan ukradnou vzorek jedné z obřích kobylek a společně s Maisie utečou pryč. Dodgson je však celou dobu sledoval na bezpečnostních kamerách a nařídí vypálit laboratoř s kobylkami, aby zničil veškeré důkazy. Hořící kobylky však uprchnou a po celé rezervaci se rozhoří požár. Dodgson očerní Iana za zradu, načež nařídí evakuaci personálu a přesun dinosaurů do bezpečných stanovišť. Ian vzápětí pomůže Alanovi, Ellie a Maisie uprchnout ze zařízení, načež se setkají s Owenem, Claire a Kaylou. Dodgson se pokusí uprchnout se vzorky dinosauřích embryí, ale trojice dilophosaurů jej zabije.
K hrdinům se přidá Dr. Wu s příslibem pomoci, zatímco Owen uspí a vezme s sebou Betu. Všichni pak společně nastoupí do vrtulníku a stanou se svědky závěrečné bitvy mezi giganotosaurem, therizinosaurem a tyrannosaurem (stará známá Rexy přítomná už od prvního dílu), při němž agresivní giganotosaurus zahyne a Rexy opět prokáže svou pověst. Závěr filmu ukazuje, jak Wu vypustí geneticky modifikovanou kobylku nesoucí zhoubný patogen, čímž úspěšně zabraňuje krizi. Ellie a Alan se znovu dají dohromady a Ian a Ramsay svědčí proti prohnilému Biosynu. Owen, Claire a Maisie se vrátí domů, kde se Beta a Blue setkají. V rezervaci jsou mezitím všechny požáry uhašeny a dinosauři zde nadále žijí bez vlivu člověka. Rexy se zde setká s dalšími dvěma tyrannosaury přivezenými z Isla Sorny, díky čemuž se konečně dočká své „rodiny“. Poslední záběry ukazují, jak napříč celým světem dinosauři a divoká zvěř žijí bok po boku.

## Obsazení
- Chris Pratt jako Owen Grady.
- Bryce Dallas Howardová jako Claire Dearingová.
- Laura Dernová jako Dr. Ellie Sattlerová.
- Jeff Goldblum jako Dr. Ian Malcolm.
- Sam Neill jako Dr. Alan Grant.
- DeWanda Wise jako Kayla Wattsová.
- Mamoudou Athie jako Ramsay Cole.
- Isabella Sermon jako Maisie Lockwoodová.
- Elva Trill jako Charlotte Lockwoodová.
- Campbell Scott jako Dr. Lewis Dodgson.
- BD Wong jako Dr. Henry Wu.
- Omar Sy jako Barry Sembène.
- Justice Smith jako Franklin Webb.
- Daniella Pineda jako Dr. Zia Rodriguez.
- Scott Haze jako Rainn Delacourt.
- Dichen Lachman jako Soyona Santosová.

## Dinosauři ve filmu
Ve filmu se objevují: Tyrannosaurus rex, Nasutoceratops, Sinoceratops, Triceratops, Ankylosaurus, Parasaurolophus, Lystrosaurus, Apatosaurus, Velociraptor, Dreadnoughtus, Compsognathus, Gallimimus, Atrociraptor, Allosaurus, Carnotaurus, Baryonyx, Therizinosaurus, Pyroraptor, Dilophosaurus, Dimetrodon, Giganotosaurus, ptakoještěři Pteranodon a Quetzalcoatlus a mořský ještěr Mosasaurus.